# ルイージ・ヴィットーリオ・ディ・サヴォイア＝カリニャーノ
ルイージ・ヴィットーリオ・ディ・サヴォイア＝カリニャーノ（Luigi Vittorio di Savoia-Carignano, 1721年9月25日 - 1778年12月16日）は、第4代カリニャーノ公（在位：1741年 - 1778年）。

## 略歴
カリニャーノ公ヴィットーリオ・アメデーオと、サヴォイア公ヴィットーリオ・アメデーオ2世の娘マリーア・ヴィットーリア・フランチェスカとの息子としてパリに生まれる。
1740年5月4日、トリノにてヘッセン＝ローテンブルク方伯エルンスト2世レオポルトの娘クリスティーネと結婚した。クリスティーネはサルデーニャ王カルロ・エマヌエーレ3世の義妹であった。
1778年12月16日、トリノで死去。享年67。長男のヴィットーリオ・アメデーオ2世が後を継いだ。

## 子女
クリスティーネとの間に以下の子女をもうけた。
- カルロッタ・マリーア・ルイーザ（1742年 - 1794年） - 修道女
- ヴィットーリオ・アメデーオ（1743年 - 1780年） - カリニャーノ公
- レオポルダ・マリーア（1744年 - 1807年） - 1767年メルフィ公アンドレア4世・ドーリア・ランディ・パンフィーリと結婚
- ポリッセーナ・テレーザ（1746年 - 1762年）
- ガブリエーラ（1748年 - 1828年） - フェルディナント・フォン・ロプコヴィッツ侯と結婚[1]
- マリーア・テレーザ・ルイーザ（1749年 - 1792年） - 1767年ランバル公ルイ・アレクサンドル・ド・ブルボンと結婚
- トンマーゾ（1751年 - 1753年）
- エウジェーニオ・イラリオーネ（1753年 - 1785年） - ヴィラフランカ伯爵家の始祖
- カテリーナ・マリーア・ルイーザ・フランチェスカ（1762年 - 1823年） - パリアーノ公フィリッポ3世・コロンナと結婚

## 系譜
カリニャーノ公ルイージ・ヴィットーリオの祖先には、フランス王アンリ2世の愛妾ディアーヌ・ド・ポワチエや、アンリ2世妃カトリーヌ・ド・メディシスらがいる。時代を下って、この二人を共通にする子孫には、英国王室に嫁いだマリー＝クリスティーヌ (マイケル王子夫人)がいる。